# Бухарестський швидкісний трамвай
Бухарестський швидкісний трамвай (рум. Metroul ușor) — система легкорейкового транспорту в Бухаресті, Румунія. Вона управляється Societatea de Transport Bucuresti (STB), муніципальним оператором громадського транспорту.

## Історія
У системі швидкісного трамвая використовується більш сучасний рухомий склад, ніж на звичайних лініях.
Перша лінія (41) була відкрита у 2002 році та проходить через західну частину міста (від стадіону «Генча» футбольного клубу «Стяуа Бухарест» на південному заході до Будинку вільної преси на півночі). Вона перетинається з 3-м маршрутом на площі Пресеї-Лібері та 47-м на Генчі.
Трамвайні лінії легкорейкового транспорту 32 та 21 також використовують новий або модернізований рухомий склад. 32 перетинається з 8, 23, 27, 7 та 47 маршрутами. 21 з 16 і автобусною лінією 605.
Лінії 1 і 10 утворюють кільце навколо центру Бухареста: лінія 10 курсує за годинниковою стрілкою (Ромпрім — пл. Південна — міст Міхая Браву — ТЦ «Букур-Обор» — віадук Басараба — шосе Вілор — Шура-Маре — пл. Південна — Ромпрім).

Рухомий склад швидкісного трамваю
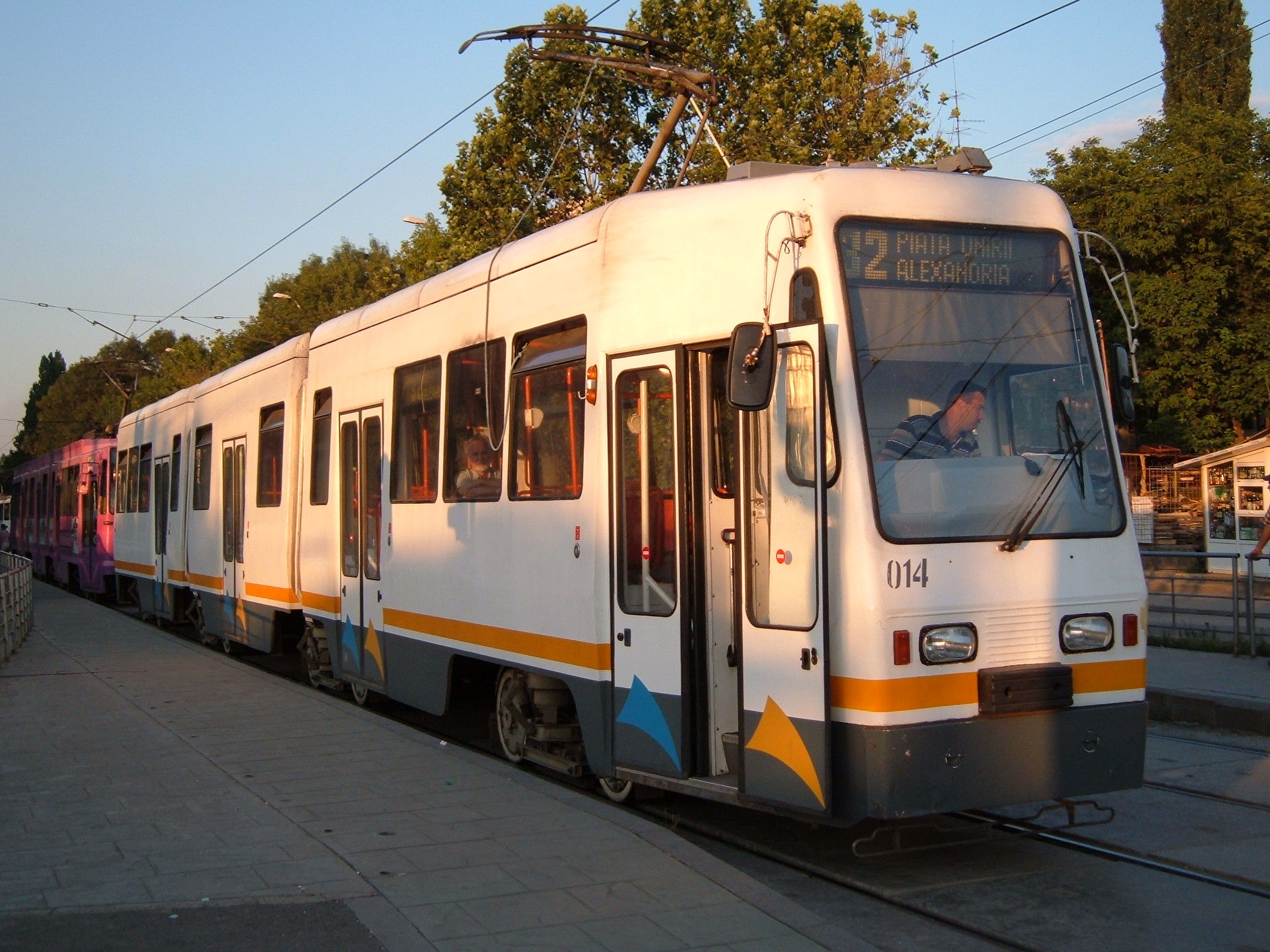
V3A-93M-EPC на лінії 32
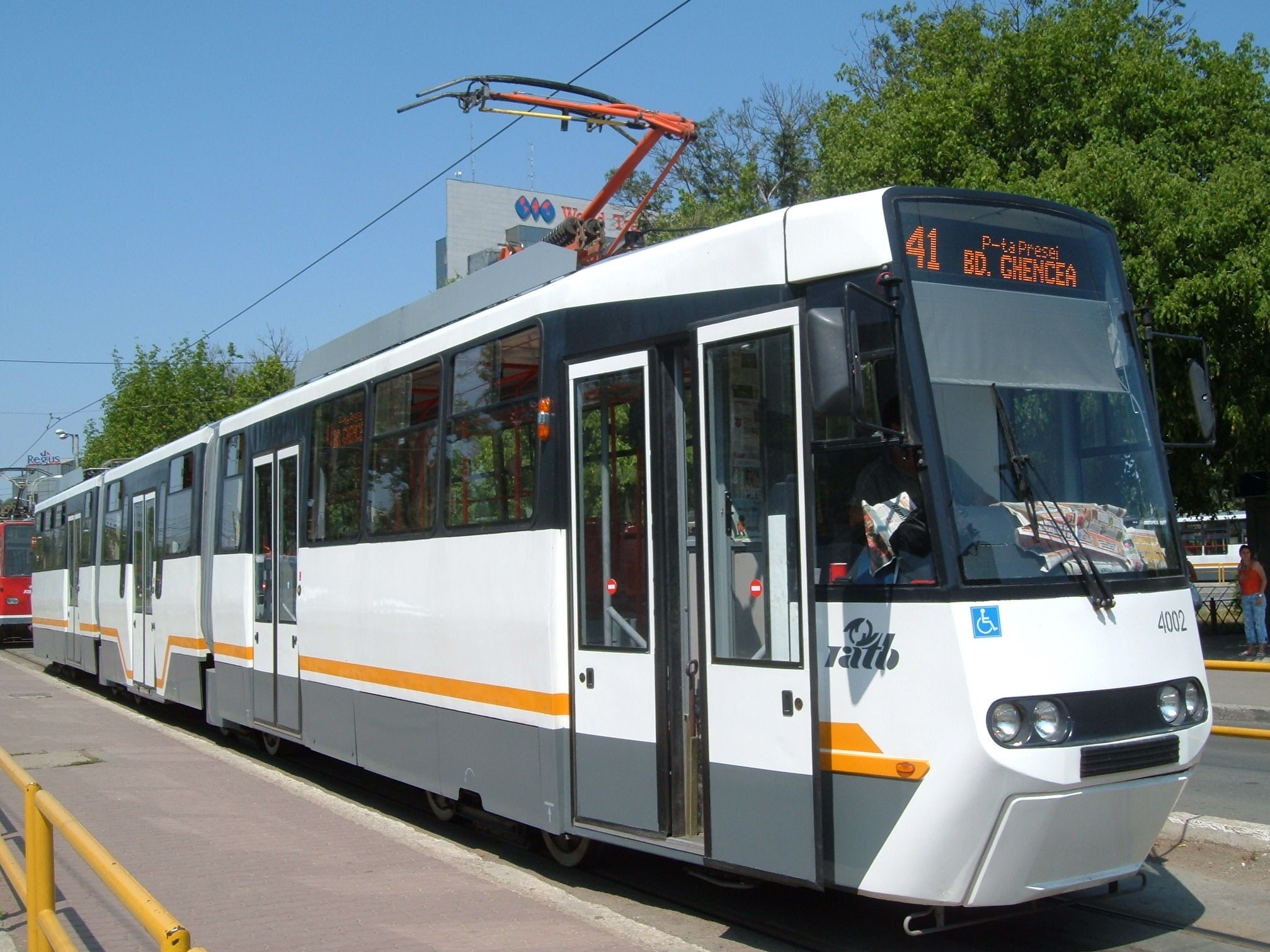
Вагон V3A-93-CH-PPC на лінії 41
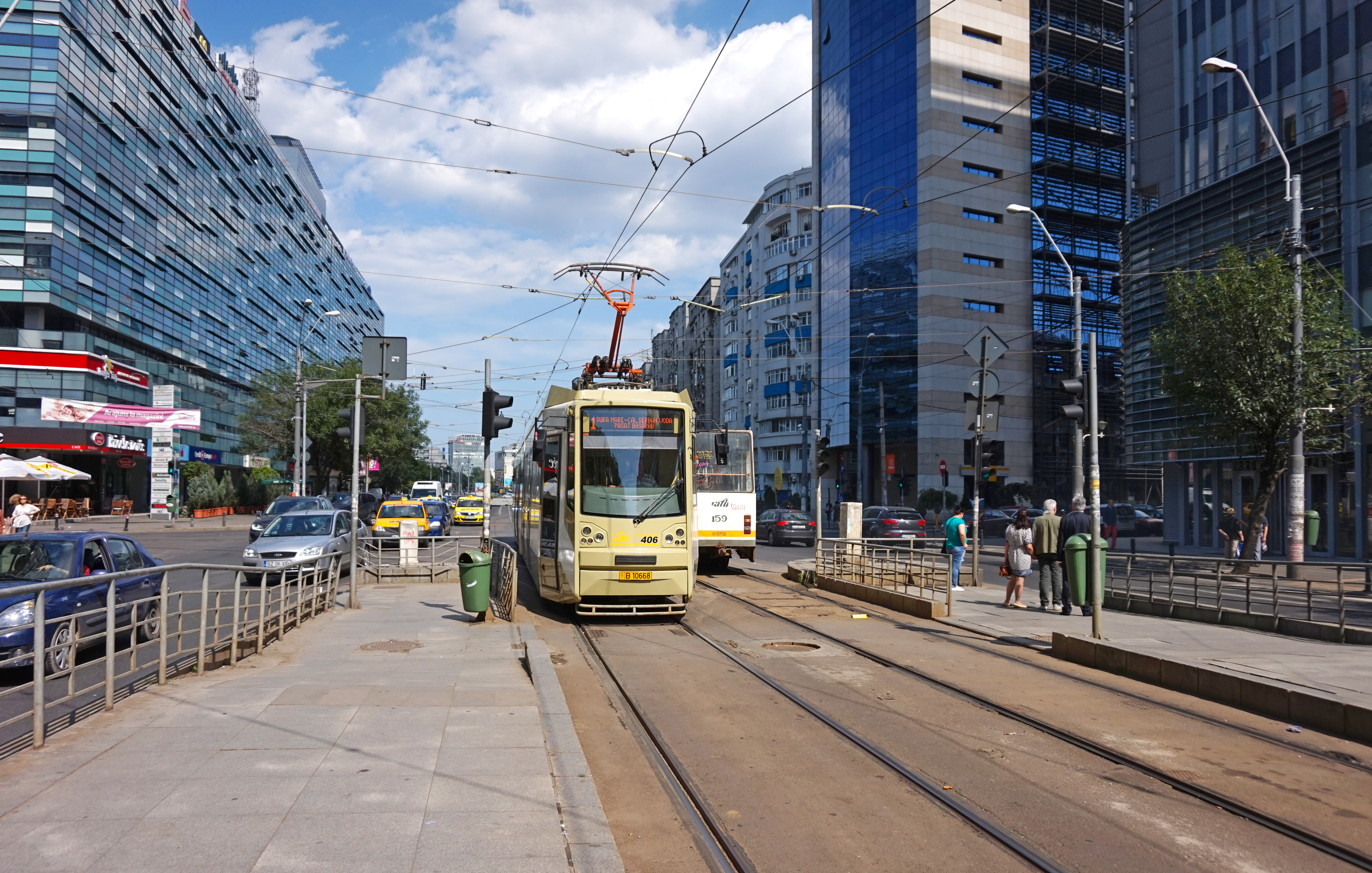
Bucur LF на лінії 1